# Waldemar Wysocki
Waldemar Wysocki (ur. 19 września 1956) – polski lekkoatleta, specjalizujący się w rzucie dyskiem, medalista mistrzostw Polski.

## Kariera sportowa
Występował w barwach AZS Wrocław.
Na mistrzostwach Polski seniorów zdobył dwa medale w rzucie dyskiem: srebrny w 1981 i brązowy w 1982. 
Rekord życiowy w rzucie dyskiem: 60,58 (20.08.1981). 